# البلامون
البلامون (به عربی: البلامون) یک منطقهٔ مسکونی در مصر است که در استان دقهلیه واقع شده‌است.